# Deradjat
Derajat es una región situada entre el río Indo al este y las montañas Sulayman al oeste, incluyendo los distritos de Dera Ismail Khan y Dera Ghazi Khan en el actual Pakistán. El nombre deriva del plural persa de la palabra india "de la" (tienda o campamento); significa "País de las tres Deraa" (Dera Ismail Khan, Dera Ghazi Khan y Dera Fath Khan ) fundadas por cabezas baluchis en el siglo XVI. La población actual es de mayoría pastún (el sur mayoría baluchi).
Se creó el 1849 como una división (bajo un comisionado) del Punjab, formada por los distritos de Dera Ismail Khan, Dera Ghazi Khan y Bannu, con una superficie de 45.794 km² y población de 1.137.571 habitantes (1881) repartida 1809 pueblos. La división fue reorganizada en 1901 cuando el distrito de Dera Ismail Khan quedó dentro de la Provincia de la Frontera del Noroeste, y el resto de la división dentro de los Punjab, por ser abolida poco después quedando como un nombre regional.

## Historia
Los baluchis emigraron a la zona en el siglo XV. El soberano langah de Multán, Sultan Hul, que no podía conservar los territorios más allá del Indo, los va a donar en calidad de djagir (haga) al jefe baluchi Malik Sohrab Doda. Sus hijos Ismail y Fath Khan fundaron dos ciudades (Dera Ismail Khan y Dera Fath Khan). Otro jefe baluchi, Hadjdj Khan, de la tribu de los miranis, también al servicio de los langah, se hizo independiente en algunos territorios en el reinado de Mahmud (nieto de Sultan Husayn) y fundó Dera Ghazi Khan (del nombre de su hijo Ghazi). Hadjdj murió el 1494. Los miranis (que dominaban algunos territorios al este del Indo en el actual distrito de Muzaffargarh ) entraron en conflicto con los nahar, que dominaban los territorios al sur del Indo hasta Rajanpur.
Cuando Baber conquistó la India, los miranis se  sometieron. A la muerte de Baber, Deradjat se volvió dependiente del dominio de su hijo Kamran Mirza de Kabul. Bajo Humayun la emigración baluchi se incrementó y terminaron expulsando a los nahar más hacia el sur. Finalmente todas las tribus baluchis reconocieron la supremacía de los soberanos miranis, que llevaban el título de nababs y residían en Dera Ghazi Khan.En Dera Ismail Khan gobernaban los baluchis de la tribu Hot (con el nombre de Ismail Khan) como vasallos (dominaban también a Darya Khan y Bhakkar al este del Indo). Los miranis perdieron su hegemonía en el XVIII ante los kalhora de Sind.
El 1739 Nadir Shah derrotó a los mogoles y comenzó a dominar el territorio al oeste del Indo. El wazir (alguacil) de los Miran, Mahmud Khan Gujar, fue nombrado su gobernador en Dera Ghazi Khan, supeditado al soberano Kalhor, también vasallo de Nadir. Mahmud Khan Gujar fue sucedido por su sobrino, pero este fue muerto el 1779 y los Durrani entonces nombraron gobernadores directamente durante 32 años. Mientras el jefe baluchi los Hot a Dera Ismail Khan fue depuesto el 1770 y sus territorios administrados también directamente por Kabul. El 1794 Humayun Shah intentó expulsar a Zaman Shah Durrani de su reino pero fue derrotado y cayó en manos del afgano Muhammad Khan Sadozai, gobernador del Sind-Sagar Doab. En recompensa Zaman Shah le cedió Dera Ismail Khan, donde Muhammad Khan Sadozai se estanlir y residió en Mankera.
Su yerno Hafiz Ahmad Khan (sucesor en nombre de un nieto menor de edad), se rindió a Mankera a Ranjit Singh de Lahore el 1821 ; al mismo tiempo los sikhs impusieron tributo a los jefes de Tank (Sarwar Khan) y de Sagar, y ocuparon Dera Fateh Khan. Hafiz se pudo retirar a Dera Ismail Khan, donde él primero y después su hijo Muhammad Khan, permanecieron independientes hasta el 1836 cuando Nao Nihal Singh depuso al segundo y nombró a Diwan lakh Mal con título de Kard. Diwan lakh Mal murió el 1843 y lo sucedió su hijo Diwan Dawlat Raj que tenía el apoyo del Sardara pastunes de Multan. Se le opuso Malik Fath Khan Tiwana, que consiguió el nombramiento como Kard del sij Durbar Singh. La guerra entre los dos aspirantes duró hasta 1847 cuando Diwan, que en ese momento dominaba, fue depuesto por recomendación de Herbert Edwards, que nombró como Kard al general Van Cortlant. Finalmente, en el año 1849 el Deradjat fue anexionado por los británicos.

## Idiomas
Las principales lenguas de la región de Derajat son el saraiki, pastún y el baluchi. Además el urdú también es hablado.